# العلاقات البحرينية القرغيزستانية
العلاقات البحرينية القيرغيزستانية هي العلاقات الثنائية التي تجمع بين البحرين وقيرغيزستان.

## مقارنة بين البلدين
هذه مقارنة عامة ومرجعية للدولتين:
| وجه المقارنة                                              | البحرين       | قيرغيزستان                      |
| --------------------------------------------------------- | ------------- | ------------------------------- |
| المساحة (كم2)                                             | 765           | 199.95 ألف                      |
| عدد السكان (نسمة)                                         | 1.49 مليون    | 6.20 مليون                      |
| الكثافة السكانية (ن./كم²)                                 | 194.77 ألف    | 31.01                           |
| العاصمة                                                   | المنامة       | بيشكك                           |
| اللغة الرسمية                                             | اللغة العربية | اللغة الروسية، اللغة القيرغيزية |
| العملة                                                    | دينار بحريني  | سوم قيرغيزستاني                 |
| الناتج المحلي الإجمالي (بليون دولار)                      | 35.31 مليار   | 7.56 مليار                      |
| الناتج المحلي الإجمالي (تعادل القوة الشرائية) بليون دولار | 64.16 مليار   | 20.45 مليار                     |
| الناتج المحلي الإجمالي الاسمي للفرد دولار أمريكي          | 22.60 ألف     | 1.10 ألف                        |
| الناتج المحلي الإجمالي للفرد دولار أمريكي                 | 45.50 ألف     |                                 |
| مؤشر التنمية البشرية                                      | 0.824         | 0.655                           |
| رمز المكالمات الدولي                                      | +973          | +996                            |
| رمز الإنترنت                                              | .bh           | .kg                             |
| المنطقة الزمنية                                           | ت ع م+03:00   | ت ع م+06:00                     |

## منظمات دولية مشتركة
يشترك البلدان في عضوية مجموعة من المنظمات الدولية، منها:
| علم المنظمة | اسم المنظمة                        | تاريخ انضمام البحرين | تاريخ انضمام قيرغيزستان |
| ----------- | ---------------------------------- | -------------------- | ----------------------- |
|             | يونسكو                             | 18 يناير 1972        | 2 يونيو 1992            |
|             | وكالة ضمان الاستثمار متعدد الأطراف | 12 أبريل 1988        | 21 سبتمبر 1993          |
|             | الأمم المتحدة                      | 21 سبتمبر 1971       | 2 مارس 1992             |
|             | الاتحاد البريدي العالمي            | ?                    | ?                       |
|             | البنك الدولي للإنشاء والتعمير      | 15 سبتمبر 1972       | 18 سبتمبر 1992          |
|             | منظمة التعاون الإسلامي             | ?                    | ?                       |
|             | منظمة حظر الأسلحة الكيميائية       | ?                    | ?                       |
|             | الاتحاد الدولي للاتصالات           | 1975                 | 20 يناير 1994           |
|             | مؤسسة التمويل الدولية              | 22 سبتمبر 1995       | 11 فبراير 1993          |
|             | منظمة التجارة العالمية             | ?                    | ?                       |
|             | منظمة الشرطة الجنائية الدولية      | ?                    | ?                       |

## وصلات خارجية
- موقع وزارة الخارجية البحرينية
- موقع وزارة الخارجية القيرغيزستانية